# Municipio de Stookey
El municipio de Stookey (en inglés: Stookey Township) es un municipio ubicado en el condado de St. Clair en el estado estadounidense de Illinois. En el año 2010 tenía una población de 10007 habitantes y una densidad poblacional de 140,71 personas por km².

## Geografía
El municipio de Stookey se encuentra ubicado en las coordenadas 38°31′9″N 90°5′28″O / 38.51917, -90.09111. Según la Oficina del Censo de los Estados Unidos, el municipio tiene una superficie total de 71.12 km², de la cual 70.57 km² corresponden a tierra firme y (0.77%) 0.55 km² es agua.

## Demografía
Según el censo de 2010, había 10007 personas residiendo en el municipio de Stookey. La densidad de población era de 140,71 hab./km². De los 10007 habitantes, el municipio de Stookey estaba compuesto por el 85.41% blancos, el 11.57% eran afroamericanos, el 0.24% eran amerindios, el 0.74% eran asiáticos, el 0.06% eran isleños del Pacífico, el 0.53% eran de otras razas y el 1.45% pertenecían a dos o más razas. Del total de la población el 1.42% eran hispanos o latinos de cualquier raza.